# Ordine di Eccellenza (Giamaica)
L'Ordine di Eccellenza è un ordine cavalleresco della Giamaica.

## Storia
L'Ordine è stato fondato nel 2003 ed ha assunto la funzione dell'Ordine al Merito. Attualmente gli insigniti sono solamente il presidente sudafricano Thabo Mbeki, il re Juan Carlos I di Spagna e il presidente tanzaniano Jakaya Mrisho Kikwete.

## Classi
L'Ordine dispone dell'unica classe di Membro che dà diritto al post nominale OE.

## Insegne
- L'insegna è una stella a dodici punte in oro giallo, intervallati da rappresentazioni di ananas in oro bianco. Al centro vi è un medaglione con lo stemma della Giamaica in oro giallo circondato dal motto dell'Ordine, EXCELLENCE IN SERVICE, in lettere d'oro su smalto blu.
- Il nastro è giallo con bordi verdi e neri.